# José Joaquín de Herrera

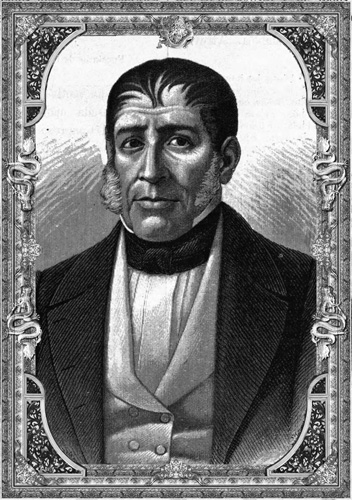
José Joaquín de Herrera

José Joaquín de Herrera (* 23. Februar 1792 in Xalapa, Mexiko; † 10. Februar 1854 in Tacubaya, Mexiko) war ein mexikanischer Militär und dreimaliger Präsident von Mexiko.
Herrera wurde am 23. Februar 1792 als fünftes von sechs Kindern in Xalapa geboren. Seine Kindheit und Jugend verlebte er in Perote.
Er trat 1809 in die royalistische Armee ein. 1811 erfolgte seine Beförderung zum Hauptmann. Er nahm an Kämpfen gegen Aufständische sowie am spanischen Feldzug gegen Acapulco teil und übernahm danach die zivile und militärische Verwaltung der Region. 1817 wurde er Kommandant von Acapulco und Técpan.
1820 nahm er als Oberstleutnant seinen Abschied und eröffnete ein Geschäft in Perote. Dort kam er mit Aufständischen wie Guadalupe Victoria in Kontakt. Nach der Proklamation des Plans von Iguala stellte er sich an die Spitze eines Infanteriekontingentes, das sich für Agustín de Itúrbide ausgesprochen hatte. Am 22. März vereinigte er sein Kontingent mit dem von Antonio López de Santa Anna. Als die Armee der drei Garantien 1821 in Mexiko-Stadt eintraf, war er Brigadegeneral. Von Iturbide bei dessen Ausrufung zum Kaiser entfremdet, wurde er wegen angeblicher Konspiration festgenommen. Freigekommen repräsentierte er den Staat Veracruz im ersten konstituierenden Kongress.
Am 19. März war er einer der Abgeordneten, die Iturbides Abdankung annahmen.
In der neuen Regierung Guadelupe Victorias war er von 1823 bis 1824 Kriegsminister und schlug im April 1823 vor, der Flagge Mexikos je einen Zweig Lorbeer und Eiche hinzuzufügen.
Am 17. April 1826 heiratete er in Córdoba María Dolores Alzugaray. Aus der Ehe gingen zwei Kinder hervor.
1833 wurde er ein zweites Mal, dieses Mal unter Santa Anna, Kriegsminister. 1844 war er Vorsitzender des Staatsrats, als General Valentín Canalizo zum Präsidenten gewählt wurde. Da Canalizo sich zu diesem Zeitpunkt in San Luis Potosí befand, wurde Herrera vom 12. bis 21. September 1844 Interimspräsident. Nach Santa Annas Sturz wurde Herrera am 6. Dezember 1844 zum Präsidenten gewählt. Während seiner Amtszeit annektierten die Vereinigten Staaten die Republik Texas. Am 28. März 1845 brach Mexiko die diplomatischen Beziehungen ab und Herrera ließ Vorbereitungen für einen eventuellen Krieg mit den Vereinigten Staaten treffen, bevorzugte aber eine friedliche Lösung. Wegen seiner passiven Haltung rebellierten am 7. Juli Anhänger Santa Annas und setzten ihn sowie drei Mitglieder seines Kabinetts fest. Herrera konnte sich jedoch als Präsident behaupten und wurde freigelassen.
Am 13. Mai 1845 begann mit der Kriegserklärung der Vereinigten Staaten der Mexikanisch-Amerikanische Krieg. Es gelang Herrera, 6.000 Mann aufzubieten, die er unter dem Befehl General Mariano Paredes nach Norden schickte, um die US-Amerikaner zu bekämpfen. Paredes kehrte jedoch im Dezember 1845 mit den Truppen nach Mexiko-Stadt zurück und stürzte Herrera, der am 30. Dezember sein Amt niederlegte. Während des Krieges übernahm Herrera nach der Schlacht von Huamantla den Oberbefehl der Armee von Santa Anna, wurde jedoch von General Joseph Lane geschlagen, der anschließend mit der Belagerung der Hauptstadt begann. 
Nach dem Ende des Krieges wurde Herrera am 30. Mai 1848 erneut zum Präsidenten gewählt, nahm die Wahl zwar erst nicht an, konnte aber von einer Kommission des Kongresses umgestimmt werden. Da die Hauptstadt sich in Händen der US-Truppen befand, bildete er seine Regierung am 3. Juni in Mixcoac. Seine Amtszeit endete am 15. Januar 1851. Herrera war der zweite mexikanische Präsident nach Guadalupe Victoria, der eine volle Amtszeit abschloss, und der erste, der zusätzlich von einem rechtmäßig gewählten Nachfolger abgelöst wurde.
Während dieser Zeit musste er mit vielen Problemen kämpfen. Mexiko befand sich in schlechten wirtschaftlichen Verhältnissen, die Straßen wurden von Räubern unsicher gemacht, der Kastenkrieg wütete, die Cholera brach aus und Mariano Paredes führte einen bewaffneten Aufstand gegen den Vertrag von Guadalupe Hidalgo an. 1849 erhob sich Leonardo Márquez für die Sache Santa Annas.
Während seiner Amtszeit veranlasste Herrera den Bau der ersten Eisenbahnlinie des Landes von Mexiko-Stadt nach Veracruz sowie der ersten Telegrafenverbindung von Puebla zur Hauptstadt.
Nach dem Ende seiner Amtszeit war er bis 1853 Direktor der karitativen Einrichtung Nacional Monte de Piedad.
Herrera starb am 10. Februar 1854 in Tacubaya. Sein Grab befindet sich im Panteón de San Fernando in Mexiko-Stadt.